# Рохус-гассе (станція метро)

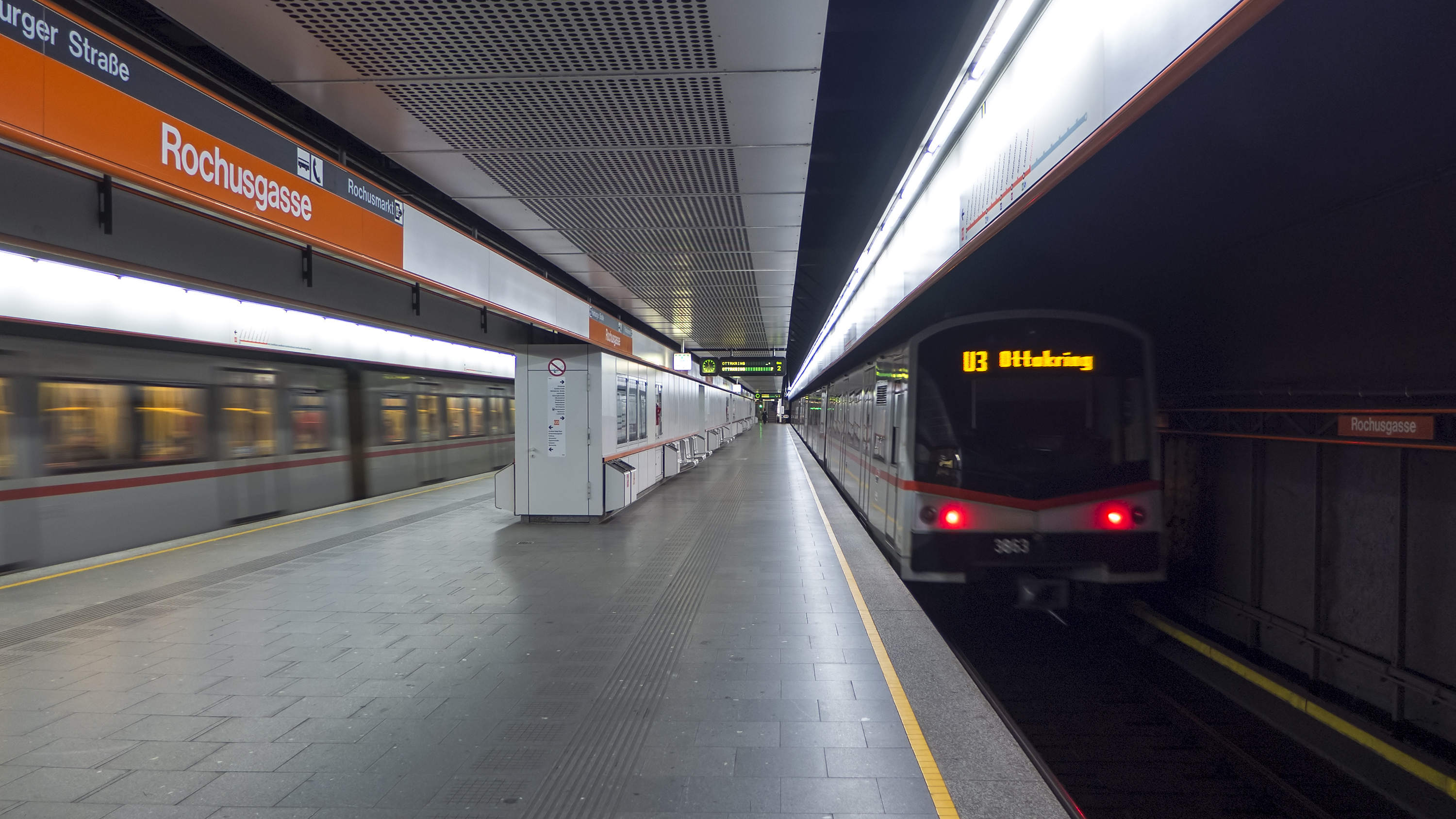
Платформа станції

48°12′08″ пн. ш. 16°23′32″ сх. д. / 48.2022° пн. ш. 16.3921° сх. д.
«Рохус-гассе» (нім. Rochusgasse) — станція Віденського метрополітену, розміщена на лінії U3 між станціями «Ландштрасе» і «Кардіналь-Нагль-плац». Відкрита 6 квітня 1991 року у складі дільниці «Ердберг» — «Фолькстеатер».
Розташована в 3-му районі Відня (Ландштрасе).